# Адские кошки
«А́дские ко́шки» (англ. Hellcats) — американская молодёжная драма о чирлидинге от телеканала The CW, в которой снимались Элисон Мишалка, Эшли Тисдейл, Робби Джонс, Хезер Хемменс, Мэтт Барр и Шарон Лил. Сценарий написан по мотивам книги Кейт Торговник «В секретном мире чирлидеров колледжа», описывающей жизнь Марти Перкинс, студентки колледжа права, которая должна присоединиться к команде чирлидеров «Адские кошки», чтобы сохранить свою стипендию.
В мае 2010 года канала «The CW» закупил сериал на телевизионный сезон 2010—2011 года. Было закуплено 13 эпизодов, выходивших вечером среды после реалити-шоу «Топ-модель по-американски». Премьера пилота состоялась 8 сентября 2010 и показала лучшие результаты среди новичков с 2006 года. Позже канал заказал полный сезон. 17 мая 2011 года стало известно, что шоу отменили, и оно не вернётся в новом сезоне.
Критики назвали сериал смесью фильмов «Выскочка» и «Добейся успеха». Шоу получило смешанные отзывы, средний показатель на сайте Metacritic составил 51 % на основе обзоров 22 критиков. Шоу также получило номинацию на премию «People’s Choice Awards» в 2011 году.

## Сюжет
Первый и единственный сезон сериала состоит из 22 эпизодов. Премьера пилотной серии «A World Full Of Strangers» состоялась 8 сентября 2010 года. Первоначально, канал заказал 13 эпизодов 23 сентября 2010 года под впечатлением от высоких рейтингов, канал «The CW» заказал ещё 6 дополнительных эпизодов. 22 октября 2010 года журнал «Variety» объявил, что канал заказал полный сезон из 22 эпизодов. «Это был рискованный шаг, но он оправдал себя». «Адские кошки» выходили в эфир по средам в 21:00 вплоть до 1 декабря 2010 года. Начиная с 25 января 2011 канал передвинул сериал на вторник, оставив прежнее время — эпизоды сериала выходили сразу же после популярного шоу «Холм одного дерева».
Сериал рассказывает о Марти Перкинс, студентке юридического колледжа при университете Лансера, которая потеряла свою стипендию, и у неё нет другого выхода, кроме как присоединиться к команде чирлидеров «Адские кошки». Там она встречает свою новую соседку по комнате и капитана команды Саванну Монро, травмированного флаера Элис Вендура, своего нового партнёра Луиса Флинна и тренера «Адских кошек» Ванессу, которая надеется на победу на национальных состязаниях, иначе чирлидинговая программа будет урезана. Все это время Марти приходится иметь дело с большими финансовыми проблемами, безответственной матерью Вандой Перкинс, которую она часто выручает из сложных ситуаций, и с её лучшим другом Дэном Пэтчем, который только что начал встречаться с Саванной.

## Актёрский состав

### Актёры
| Основной состав          | Основной состав | Основной состав | Основной состав | Основной состав                                               | Основной состав |
| Актёр                    | Персонаж        | Год             | Кол-во эпизодов | Описание персонажа                                            | Примечания      |
| ------------------------ | --------------- | --------------- | --------------- | ------------------------------------------------------------- | --------------- |
| Эли Мишалка              | Марти Перкинс   | 2010—2011       | 22 эпизода      | Главная героиня сериала.                                      | [ 18 ]          |
| Эшли Тисдейл             | Саванна Монро   | 2010—2011       | 22 эпизода      | Капитан команды «Адские кошки».                               | [ 18 ]          |
| Робби Джонс              | Луис Флинн      | 2010—2011       | 22 эпизода      | «Опорный» команды «Адские кошки».                             | [ 18 ]          |
| Хезер Хемменс            | Элис Вердура    | 2010—2011       | 22 эпизода      | Член команды, мечтающая стать капитаном.                      | [ 18 ]          |
| Мэтт Барр                | Дэн Пэтч        | 2010—2011       | 19 эпизодов     | Лучший друг Марти, Парень Саванны.                            | [ 18 ]          |
| Шарон Лил                | Ванесса Лодж    | 2010—2011       | 21 эпизод       | Тренер команды «Адские кошки».                                | [ 18 ]          |
| Гейл О’Грэйди            | Ванда Перкинс   | 2010—2011       | 19 эпизодов     | Мать Марти.                                                   | [ 18 ]          |
| Второстепенные персонажи |                 |                 |                 |                                                               |                 |
| Актёр                    | Персонаж        | Год             | Кол-во эпизодов | Описание персонажа                                            | Примечания      |
| Джефф Хэфнер             | Рэд Рэймонд     | 2010—2011       | 15 эпизодов     | Тренер футбольной команды, бывший возлюбленный Ванессы.       | [ 18 ]          |
| Гейл Харольд             | Джулиан Пэрриш  | 2010—2011       | 9 эпизодов      | Адвокат и бывший преподаватель Марти.                         | [ 18 ]          |
| Аарон Дуглас             | Билл Марш       | 2010—2011       | 10 эпизодов     | Заведующий спортивной кафедры.                                | [ 18 ]          |
| Д. Б. Вудсайд            | Деррик Алтман   | 2010—2011       | 8 эпизодов      | Врач спортивной кафедры.                                      | [ 18 ]          |
| Бен Коттон               | Трэвис Гатри    | 2010—2011       | 10 эпизодов     | Невинно осуждённый мужчина, которому хочет помочь Марти.      | [ 18 ]          |
| Райан Кеннеди            | Джейк Хэрроу    | 2010—2011       | 11 эпизодов     | Член футбольной команды, парень Элис.                         | [ 18 ]          |
| Крэйг Андерсон           | Морган Пеппер   | 2010—2011       | 14 эпизодов     | Однокурсник Марти, с которым она вела дело Трэвиса.           | [ 18 ]          |
| Эмма Лахана              | Шарлотта Монро  | 2010—2011       | 12 эпизодов     | Сестра Саванны.                                               | [ 18 ]          |
| Эрик Кинлисайд           | Боб Овертон     | 2010—2011       | 5 эпизодов      | Спонсор футбольной команды, подставивший Трэвиса.             | [ 18 ]          |
| Барклай Хоуп             | Паркер Монро    | 2010—2011       | 4 эпизода       | Отец Саванны и Шарлотты.                                      | [ 18 ]          |
| Терил Ротери             | Лэйни Монро     | 2010—2011       | 9 эпизодов      | Мать Саванны и Шарлотты.                                      | [ 18 ]          |
| Аманда Мишалка           | Дейдра          | 2011            | 3 эпизода       | Сестра Марти по линии отца.                                   | [ 18 ]          |
| Джереми Вонг             | Дарвин          | 2010—2011       | 18 эпизодов     | Член команды «Адские кошки».                                  | [ 18 ]          |
| Джош Эмерсон             | Дэмиан          | 2010—2011       | 2 эпизода       | Член футбольной команды, у которого была интрижка с Дарвином. | [ 18 ]          |
| Том Стивенс              | Ноа Кэмпбелл    | 2010—2011       | 2 эпизода       | Бывший парень Саванны.                                        | [ 18 ]          |
| Камилл Салливан          | Эмили Таунсенд  | 2011            | 4 эпизода       | Бывшая жена Рэда, проверяющий.                                | [ 18 ]          |
| Алана Рэндалл            | Фрэнки          | 2010—2011       | 16 эпизодов     | Член команды «Адские кошки».                                  | [ 18 ]          |
| Магда Апанович           | Кэти            | 2010—2011       | 6 эпизодов      | Капитан команды конкурентов «Циклоны».                        | [ 18 ]          |
| Джон Пайпер Фергюсон     | Рекс Перкинс    | 2011            | 1 эпизод        | Отец Марти и Дейдры.                                          | [ 18 ]          |

### Персонажи
«Адские кошки»
- Марти Перкинс (Элисон Мичалка), героиня сериала, проживающая в Мемфисе, штат Теннесси. «Саркастичная блондинка». Присоединяется к Чертовкам за возможность продолжить своё образование после того, как администрация Лансера сократила стипендии для своих сотрудников. Она узнает, что сможет получать стипендию, если присоединится к команде «Чертовки». Вскоре Марти начинает интересоваться своим отцом и пытается узнать что-то о своей матери. В 18 серии она знакомится с девушкой из музыкального магазина Дейдрой. Она помогает Марти узнать часть информации, а в 20 серии узнаёт, что Дейдра — её сводная сестра, хотя Дейдра знала это раньше.
- Саванна Монро (Эшли Тисдейл), капитан Чертовок, «бодрая и маленькая» с «ожесточенной интенсивностью». Её семья очень религиозная, а Саванна далека от этого. Имеет сестру Шарлотту, которая вскоре забеременела от бывшего парня Саванны, Ноя. Она первоначально расходится во взглядах с Марти, но понимает, что та находка для Чертовок, необходимая чтобы выиграть чемпионат. Она голосует за Марти, когда команда вынуждена искать нового летуна после травмы запястья у Элис Вердуры. Вскоре начинает встречаться с Дэном. В 10 серии они на время расстаются, но уже в конце 16 серии возобновляют свои отношения.
- Элис Вердура (Хезер Хемменс) — опасно самовлюбленна, ей не нравится мысль, что её заменит Марти в команде, или то, что Марти получает внимание от бывшего парня Элис, Льюиса Флинна.
- Луис Флинн (Робби Джонс) является одним из основных, он афроамериканец, спокойный парень, который любит действовать. Когда-то он был звездой футбольной команды Лансера, но бросил, когда обнаружил скандал игроков, чьи услуги оплачивал колледж. Затем он попал в команду и мгновенно увлекся блондинкой Марти. Позже они начинают встречаться.
- Дарвин (Джереми Вонг) — член команды «Адские кошки», юноша-гей. Помогает Элис прижать к стенке своего любовника, спортсмена Дэмиана, который разослал всему колледжу обнажённые фото девушки, которые та отослал на телефон Джейка.

Друзья и родственники
- Ванда Перкинс (Гейл О’Грэйди) — мать Марти. Работает в университском пабе и является девушкой, любящей вечеринки, которая никогда не растет. Поведение её матери, по большей части, — замешательство для Марти.
- Дэн Пэтч (Мэтт Барр) — горожанин, друг Марти. Он привязан к ней, но сейчас встречается с Саванной, новой подругой Марти в команде. В 10 серии расстается с Саванной, но в 16 возобновляет свои отношения с ней.
- Шарлотта Монро (Эмма Лахана) — младшая сестра Саванны, капитан команды «Циклоны». Узнаёт, что беременна — это помогает вновь сплотить семью Монро после того, как Саванна ушла из своего прежнего колледжа.
- Паркер и Лэйни Монро (Барклай Хоуп и Тэрил Ротери) — строгие родители Саванны и Шарлотты. В конце сериала Паркера арестовывают за мошенничество, однако Джулиану удаётся установиться залог и освободить мужчину. Через некоторое время тот пускается в бега.
- Дейдра Перкинс (Deirdre, Аманда Мичалка) — сестра Марти по отцу. Работает и живёт в музыкальном магазине. Встретившись впервые с Марти, скрывает от неё, что Рекс — её отец. При следующей встрече она убегает от Марти. Тогда Марти просит передать Дейдре ноты их отца, что становится связующей нитью для сестёр. Ванда принимает Дейдру, и девушка начинает жить с матерью своей сестры.
- Рекс Перкинс (Джон Пайпер Фергюсон) — отец Марти, бросивший семью наркоман. После того, как Ванда ушла от него, он вновь женился и в браке родилась его младшая дочь Дейдра. Однако когда в автокатастрофе погибает его вторая жена, он вновь начинает употреблять наркотики и исчезает. В финале сериала Марти узнаёт, что Рекс пытается наладить контакт с Дейдрой, но та отказывается идти ему на встречу — это и становится причиной размолвки Марти и Дейдры.

Тренеры и преподаватели колледжа
- Ванесса Лодж (Шарон Лил) — бывшая «Адская кошка», а ныне — тренер команды. Её карьера и вся команда находятся под угрозой в случае неудачи «Кошек» на соревнованиях. Помолвлена с врачом Дерриком, но всё ещё питает чувства к Реду Реймонду.
- Ред Реймонд (Джефф Хэфнер) — футбольный тренер в Лансере, ушедший из университета после скандального романа со студенткой Ванессой. Всё ещё влюблён в Ванессу и пытается её вернуть, несмотря на то, что женщина обручена в университетским врачом Дерриком.
- Джулиан Пэрриш (Гейл Харольд) — адвокат, преподаватель Марти. Сначала он показан равнодушным перед лицом системы юристом, но позже Марти напоминает ему, каким он был, отметив, что именно эта его сторона привлекла интерес Марти к курсу. После того, как Джулиан закончил читать курс в колледже, он открывает контору на деньги, полученные в результате увольнения Билла Марша. Затем между Джуллианом и Марти начинается роман, в ходе которого девушка узнаёт, что фактически Джулиан ещё женат и у него есть маленькая дочь. Однако супруги уже давно не живут вместе.
- Деррик Альтман (Д. Б. Вудсайд) — парень Ванессы, врач спортивной кафедры колледжа. Пытается удержать свою невесту, когда место тренера футбольной команды занимает Ред Реймонд — бывшая любовь Ванессы. Пара собирается пожениться, однако Ванесса понимает, что не любит его, и влюблённые расстаются.
- Билл Марш (Аарон Дуглас) — коррумпированный глава спортивной кафедры университета. В сговоре со своими спонсорами сфабриковал улики в деле против Трэвиса Гатри, чтобы спасти честь футбола и себя от увольнения.

Другие персонажи
- Эмили Таунсенд (Камилл Салливан) — бывшая жена Реда, с которой он развёлся в результате романа с Ванессой. Направлена в университет комиссией с целью найти нарушения университетских правил. После того, как команда, в которой несколько участников были больны, отправилась на соревнования, Эмили удаётся уволить Ванессу.
- Ноа Кэмпбелл (Том Стивенс) — бывший возлюбленный Саванны, в которого ещё с детства была влюбленна Шарлотта. После того, как сестра ушла из семьи и бросила Ноа, Шарлотта теряет девственность с Ноа и вскоре узнаёт, что беременна от юноши.
- Джейк Хэрроу (Райан Кеннеди) — футболист, парень Элисон. Когда стало известно, что именно его покрывает Билл Марш, Элисон уговаривает Джейка сдаться властям, и юноша садится в тюрьму.
- Трэвис Гатри (Бен Коттон) — невинно осуждённый музыкант, которого подставили Билл Марш и Боб Овертон. Марти помогает освободить мужчину, и тот начинает работать в студенческом кафе у Ванды.
- Боб Овертон (Эрик Кинлисайд) — бизнесмен, подставивший Трэвиса, один из спонсоров университетской футбольной команды.
- Морган Пеппер (Крэйг Андерсон) — одноклассник Марти по курсу Джулиана Пэрриша. Помог девушке освободить Трэвиса.
- Кэти (Магда Апанович) — член команды «Циклоны» по прозвищу «Мерзкая Кэти». Заняла место капитана после ухода на время Шарлотты из-за беременности. Начала встречаться с Льюисом, однако когда он разрывает с ней отношения, девушка пытается подстроить провал группы на соревнованиях, заперев Льюиса в ванной в мотеле.

## Производство

### Разработка проекта
«Читая книгу понимаешь, что существует мир, о котором многие не могут узнать, и Кевину Мёрфи удалось понять суть этого мир и поселить в нём удивительных персонажей. Я думаю, это потрясающая история. В ней много души. В ней много проблем, особенно в жизни главной героини, и её путешествие в поисках самой себя и её цели в жизни становится главной сюжетной линией. Мне показалось, что это будет интересно.»
За основу идеи сериала взята книга «Чирлидинг: Внутри тайного мира университетских болельщиков», написанная журналисткой Кейт Торговник (англ. Kate Torgovnick), а шоу называли «смесью фильмов „Выскочка“ и „Добейся успеха“». Актёр Том Уэллинг, звезда сериала «Тайны Смолвиля» занял место исполнительного продюсера вместе с автором сериала, Кевином Мёрфи. На ранней стадии разработки сериал носил название «Чирлидинг» (англ. Cheer). Сценарий пилотного эпизода был написан Мёрфи, а режиссёрское кресло занял Аллан Аркуш. 18 мая 2010 года авторитетные источники The Hollywood Reporter, Variety и Entertainment Weekly объявили, что канал The CW купил шоу для трансляции в телевизионном сезоне 2010—2011 годов. Также стало известно, что Пол Бэкер (англ. Paul Becker) станет главным хореографом шоу. Первоначально героиню Тисдэйл звали Сиеррой Слоун (англ. Sierra Sloan), но позже имя изменили на Саванну Монро для пресс-релиза.
На презентации канала, прошедшей 21 мая 2010 года, боссы студии подтвердили информацию, что сериал будет выходить после реалити-шоу «Топ-модель по-американски» по вечерам среды. TV Guide сообщил, что Эшли Тисдэйл — самая оплачиваемая актриса сериала и получает она $30 тысяч за эпизод.
29 июля 2010 года во время пресс-тура «Ассоциации телевизионных критиков» в Лос-Анджелесе, продюсер Кевин Мёрфи сказал, что вдохновение послужили спортивные драмы 1980-х годов, такие как «Уходя в отрыв», «Зрительный поиск» и «Танец-вспышка», добавив, что «Адские кошки» — это «оптимистичный взгляд на поиски себя молодыми людьми, которые хотят понять, кем они хотят быть в будущем». Уэллинг отметил, что его поразил сценарий, кроме того, по его мнению, чирлидеры никогда не были главными героями телевизионных шоу. Спрашивая у боссов студии, собираются ли они купить сериал, представители канала ответили — «шансов мало, так как на производство необходимы большие затраты».

### Кастинг

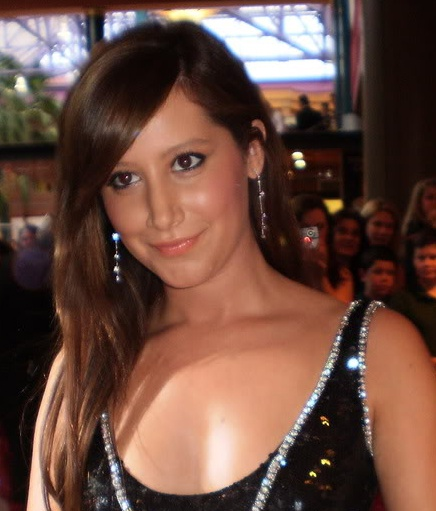
На вопрос, почему он выбрал Тисдэйл, Мёрфи ответил: «В ней сочетается множество оттенков в одной палитре».

8 марта 2010 The Hollywood Reporter объявил, что Элисон Мишалка и Гейл О’Грейди стали первыми актрисами, получившими роли в новом шоу. Мишалка сыграет главную роль студентки Марти Перкинс, которая вступает в команду болельшиц, а О’Грейди досталась роль Ванды Перкинс, непутёвой матери Марти. Позже сайт издательства сообщил, что Эшли Тисдэйл получила роль Саванны Монро (ранее её персонажа звали Сиеррой Слоун), капитана группы поддержки «Адские кошки».
Мэтт Барр получил роль Дэна Пэтча, ловеласа и лучшего друга Марти. 5 апреля 2010 The Hollywood Reporter и Variety подтвердили, что Робби Джонс и Хезер Хемменс также получили роли в шоу. Джонс сыграет главную мужскую роль, «опорного» команды, влюбившегося в Марти, а Хемменс досталась роль коварной Элис, которая травмирует кисть, и чьё место в итоге занимает Марти. 8 апреля 2010 The Hollywood Reporter сообщил, что Шарон Лил сыграет Ванессу Лодж, тренера команда и бывшего члена «Адские кошек». Елена Езоволова получила роль Пэтти «Вэдж» Вэджерман, девушки-лесбиянки, опорной команды.
14 апреля 2010 стали известно, что Бен Браудер сыграет Реда Рейомнда, тренера футбольной команды университета «Лансер». Однако 21 мая 2010 было объявлено, что актёр не сможет продолжать исполнять роль, хотя сцены с его участием для пилотного эпизода уже были отсняты. Позже актёра заменили и внесли изменения в образ персонажа — она досталась актёру Джеффу Хэфнеру. 13 июля за день до начала съёмок сцен со своим участием Д. Б. Вудсайд получил роль дэррика Альтмана — привлекательного врача спортивной кафедры, с которым встречается Ванесса.
Продюсер Кевин Мёрфи подтвердил, что Гейл Харольд появится в сериале в гостевой роли профессора юриспруденции. Мишалка подтвердила, что Гарольд появится в третьем эпизоде и в сериале есть сюжетная линия на несколько серий с участием актёра. В конце ноября 2010 года Аманда Мишалка, сестра Элисон, получила роль Дейдры — девушки, работающей с местном музыкальном магазине, оказавшейся сестрой Марти. В феврале 2011 Камилл Салливан досталась роль второго плана — она сыграла роль Эмили, бывшей жены Реда Реймонда, с которой он развёлся несколько лет назад из-за романа с Ванессой. 18 января 2011 стало известно, что Езоволова больше не появится в сериале. По словам Мишалки, сценаристам было трудно гармонично вписать её сюжетные линии в основные линии центральных персонажей.

### Съёмки
Съёмки пилотного эпизода проходили в Ванкувере, Британская Колумбия в Канаде в период с 13 по 21 апреля 2010 года. Съёмки следующих эпизодов начались 14 июля. Актёрам дали две недели для репетиций первого эпизода, но когда сериал был официально куплен каналом, время подготовки сократилось до недели, в течение которой для каждого эпизоды были поставлены танцевальные номера, а также выступления команды болельщиков. Бывшая звезда сериала «Слава» (англ. Fame), Дэббли Аллен, выступила в роли хореографа и режиссёра эпизода «Pledging My Love».
В сентябре 2010 года 11-летний уроженец штата Огайо, Тайлер Уилсон (англ. Tyler Wilson), стал темой обсуждений американских СМИ — он стал жертвой преследований в школе из-за своего желания попасть в группу поддержки. Узнав об этом, актёрский состав сериала записал видеопослание в поддержку подростков-геев, над которыми издеваются в школе, и пригласил Тайлера на съёмки сериала — мальчика можно увидеть во время выступления «Адских кошек», сидящим рядом с Мэттом Барром в эпизоде «Before I Was Caught».
Канал The CW Network пытался попасть в «Книгу рекордов Гиннесса», поставив «Самый масштабный номер чирлидеров», собрав в одном месте несколько команда болельщиков для съёмок пятиминутного фрагмента в сентябре 2010 года. Как бы там ни было, рекорд не был достигнут, так как в номере приняло участие недостаточное количество исполнителей.

## Музыка
В первом сезоне шоу появилось много известных музыкантов, среди которых группы Hey Monday, Faber Drive, Fefe Dobson, 3OH!3, Elise Estrada и Ciara.

### Главная тема
Во время пресс-тура «Ассоциации телевизионных критиков 2010», проходившего в Лос-Анджелесе 29 июля 2010 года, ведущих актрис Элисон Мишалку и Эшли Тисдэйл спросили, собираются ли они петь в шоу, на что девушки ответили, что не хотят смешивать свои музыкальные карьеры с актёрской игрой, хотя Мишалка подтвердила, что исполнить песню в четвёртом эпизоде шоу. Кроме того, группа 78violet (в которую входит Элисон Мичалка и её сестра Аманда, сыгравшая в сериале роль Дейдры, сестры Марти), записала поп-рок композицию «Belong Here», ставшую титульной композицией шоу. Позже песня была выпущена на официальном саундтреке на iTunes.
Песня «Belong Here» была написана специально для сериала. Кроме того, сингл стал первым, выпущенным группой под именем 78violet после смены названия с Aly & AJ — песня появилась в продаже 1 декабря 2010 года. Композиция была записана при участии Бутча Уокера. Элисон с восторгом отзывается о песне, которую она написала и записала вместе с сестрой:
Это песня о людях, которые вдохновляют — о том, как ты добиваешься своих целей и меняешь свою жизнь, несмотря не все обстоятельства, способные выбить тебя из колеи. Это энергичный, сильный трек.

### Саундтрек
Исполнительный продюсер Кевин Мёрфи подтвердил, что официальный саундтрек будет выпущен. Позже он добавил: «У нас огромное количество материала. Когда мы закончим работу над ним, мы выпустим альбом на iTunes». Среди прозвучавших кавер-версий в сериале есть много известных композиций — «The Letter» из репертуара The Box Tops, «Brand New Day» Стинга, «Tempted» группы Squeeze и «We Got The Beat» (в оригинале её исполнили The Go-Go’s). Канадская певица Фифи Добсон записала для сериала песню «Rockstar», прозвучавшую в пилотном эпизоде «A World Full Of Strangers». Но в официальный саундтрек песня не вошла и была выпущена на iTunes в альбоме певицы под названием «Joy: Deluxe Edition». Как и обещал Мёрфи ранее, 30 ноября 2010 года в продажу on-line поступил официальный альбом, состоящий из 5 композиций. Выпуском занимался лейбл Warner Bros. Records:
1. «Belong Here» (Main Title Theme from «Hellcats») — 78violet (3:05)
2. «Brand New Day» — Aly Michalka (3:51)
3. «We Got The Beat» — Sharon Leal (1:42)
4. «Tempted» — Sharon Leal (3:26)
5. «Ballroom Blitz» — Brokedown Cadillac (3:44)

Композиция «Brand New Day» из репертуара музыканта Стинга считается классикой, и версия с саундтрека была записана в джазовой форме. Исполнительница Эли Мичалка говорит о песне:
Я большая поклонница Стинга ещё с детства — буквально росла на его песнях. Я испытала невероятные чувства, когда поняла, что у меня появилась возможность записать эту песню в студии, будто он [Стинг] и Марти [героиня Мичалки] стоят рядом со мной — и я рада, что смогла исполнить эту песню иначе.

## Релиз

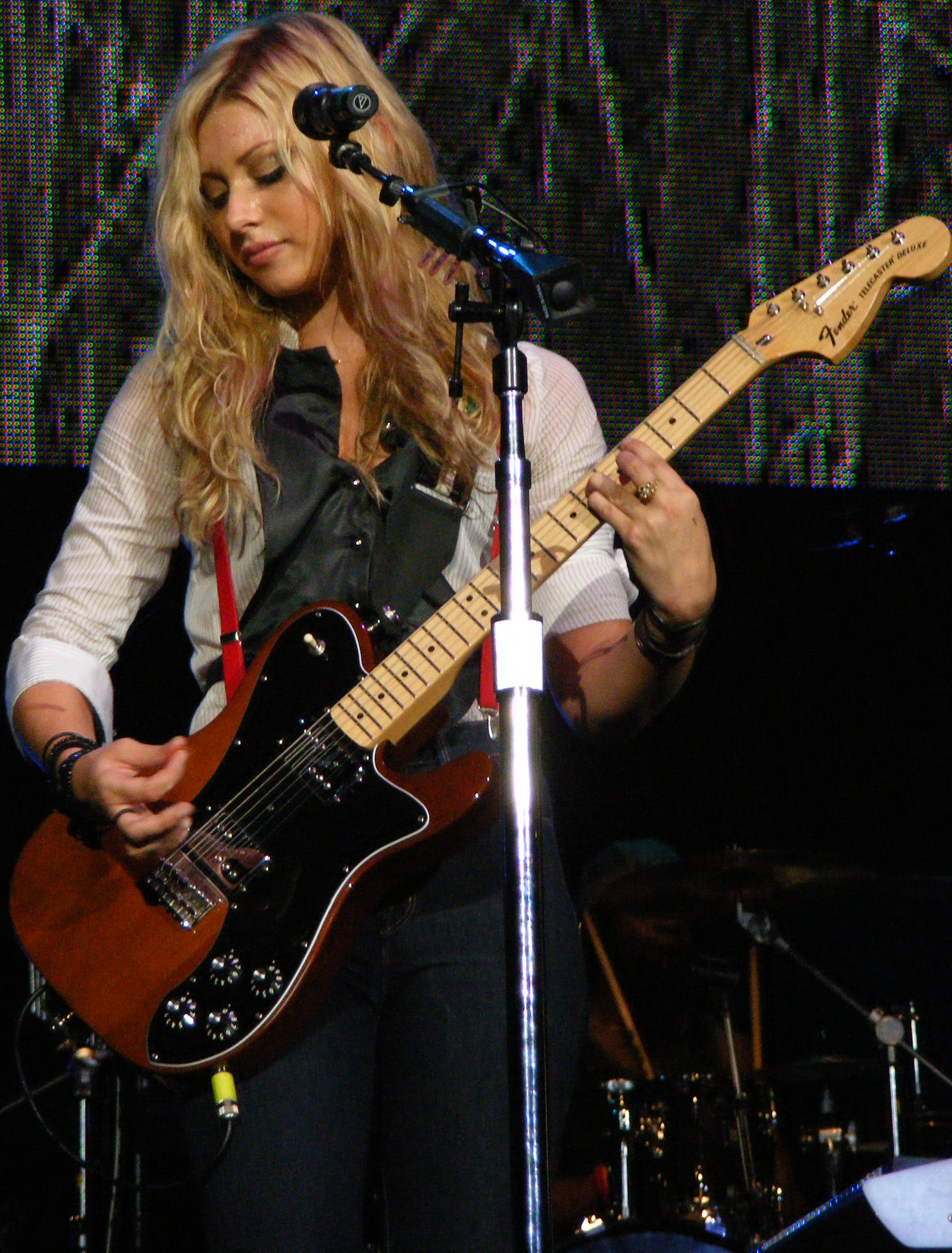
Издания Los Angeles Times и Newsday оценили игру Мишалки, отметив талант девушки. The New York Times и Variety наоборот, не понравилось исполнение актрисы в сериале

### Критика
Сериал получил смешанные отзывы. Сайт Metacritic оценил шоу на 51 балл, основываясь на 22 обзорах профессиональных критиков. Сериал был упомянут во многих телевизионных обзорах по результатам 2010 года. Критик Los Angeles Times остался доволен пилотным эпизодом, отметив, что «хотя сюжет вполне предсказуем, игра ведущих актрис [Элисон Мишалки и Эшли Тисдэйл] оставляет приятные впечатления». В статье также было написано, что сериал показал мир этого спорта, как «глубоким и увлекательным». Позже издание сделало обзор всего сериала, сравнив его с классическим фильмом 1983 года «Танец-вспышка» и отметив, что "это шоу для тех, кто слишком юн для просмотра «Сплетницы», но уже перерос «Ханну Монтану».
Верн Гей из Newsday оценил игру Мишалки, в то время как The Hollywood Reporter оценил сериал вообще — «он оправдывает ожидания, в шоу много интересных героев».
Курт Вагнер из ChicagoNow назвал сериал предсказуемым и нереалистичным, также посчитав, что шоу не достаёт хороших шуток. Ему понравилась игра Эшли Тисдэйл, отметив, что «в основном, он смеялся из-за неё». Кроме того, сериал получил положительные отзывы от журналов Entertainment Weekly и People.
Мара Рейнштайн из US Weekly отметила, что в «пилотном эпизоде было много отличных моментов», однако «сериалу не хватает душевности». Ей понравилась актёрская игра и взаимоотношения Марти и её матери. ABC News включил шоу в список 10 лучших сериалов 2010 года, назвав сериал «просчитанным от и до» и «добивающимся поставленных задач». Брайан Лоури из Variety оценил начало сериала, отметив, что он чем-то напоминает «Хор», однако у него были претензии к игре Мишалки, в то время как «исполнение О’Грейди было выше похвал». Однако по мнению Лоури, «сериал ещё не настолько хорош, чтобы стать бесспорным фаворитом у зрителей».
Алессандра Стэнли из The New York Times отметила, что ей не понравилась игра Мишалки, а также назвала шоу «видеоклипом в жанре софт-порно для подростков». Обозреватель Washington Post Хэнк Стувер раскритиковал пилотный эпизод, назвав его «жалким, глупым и плохо поставленным». Также он сравнил сериал с шоу «Хор» канала Fox.

### Рейтинги
Пилотный эпизод «A World Full of Strangers» привлёк к экранам около 3 миллионов зрителей, получив рейтинг 2.0 в целевой аудитории среди женщин в возрасте от 18 до 34 лет, став самым рейтинговым пилотом канала The CW, вышедшим перед шоу «Топ-модель по-американски». Также пилот стал самым рейтинговым за последние 3 года после премьеры «Сплетницы» в вечернем тайм-слоте среды в период с 21:00 до 22:00. 10 сентября канал транслировал повтор пилота, который посмотрели 2,42 миллиона зрителей, став лидером эфира среди зрителей в возрастной категории от 18 до 49 лет.
Сериал стал самым рейтинговым среди шоу канала, выходивших по вторникам, когда 12-й эпизод «Papa, Oh Papa» посмотрели 2,2 миллиона зрителей, первый, вышедший в новое эфирное время, вторник в период с 21:00-22:00. Рейтинги начали стремительно падать с выходом новых эпизодов, и 19-я серия под названием «Before I Was Caught», вышедшая в эфир 27 апреля 2011 года, стала самой неудачной в плане рейтинга — эпизод посмотрели всего 0,98 миллионов зрителей. Последнюю серию посмотрели 1,16 миллионов зрителей.
Средний показатель сериала составил 2,11 миллиона зрителей с учётом семидневных повторов записей через DVR.

### Награды
| Год  | Премия                 | Номинация                                            | Номинант | Результат | Примечания      |
| ---- | ---------------------- | ---------------------------------------------------- | -------- | --------- | --------------- |
| 2011 | People’s Choice Awards | Favorite New TV Drama                                | Hellcats | Номинация |                 |
| 2011 | Golden Reel Awards     | Best Sound Editing: Short Form Musical In Television | Hellcats | Номинация | «Back of a Car» |

### Трансляция в других странах
Сериал был закуплен для показа следующими странами: Австралией, Канадой, Грецией, Ирландией, Великобританией, Бразилией, Испанией, странами Ближнего Востока и Латинской Америки.
Первоначально транслировать сериал в России должен был канал Disney, но в итоге права выкупил канал MTV Россия, где серии выходили в вечерний эфир в 22:00 летом 2011 года, начиная с 14 июня.